# Thais Villas Aribau
Thais Villas Aribau   (Fraga, 2 d'octubre de 1974) és una periodista i presentadora de televisió fragatina que ha adquirit especial popularitat com a col·labora en el programa El Intermedio de LaSexta.
Es va llicenciar en Comunicació Audiovisual. Ha treballat com a redactora, productora i presentadora en diversos mitjans. En televisió ha participat en els espais Les mil i una (TV3), on va debutar i on ja hi treballava el seu germà Santi, El Programa de Ana Rosa (Telecinco), Abierto por la mañana (Telemadrid), 4 i acció (TVE a Catalunya) i Última sessió (Barcelona Televisió). A més ha treballat a Punto Radio, COM Ràdio, RAC 1 i Catalunya Ràdio. En premsa, ha col·laborat amb la revista Marie Claire.
El març de 2019 va posar-se al front d'un nou programa de Movistar +, Las que faltaban, i el maig següent iniciava la presentació del programa "Control T", el seu retorn a TV3.
La seva parella és Òscar Dalmau, locutor i presentador de televisió, amb qui va tenir la seva primera filla el mes d'abril del 2015 i un segon fill el 2018.